# Глухи
Глу́хи — село в Україні, у Дубечненській сільській громаді Ковельського району Волинської області. Населення становить 964 осіб.

## Географія
Село розташоване на правому березі річки  Вижівка правій притоці Прип'яті.

## Назва
За легендою, назва села походить від того, що на цій території (де зараз воно розташоване) були непрохідні болота і повна глушина, глухота, від чого і сформувалась назва. А утворюватись воно через те, що з сусідніх територій почали туди тікали люди від свавілля панів і воліли жити в нестерпних умовах природи, аніж під їх гнітом. З часом про масову втечу кріпаків і їх розташування дізнався й пан і на дану йому пропозицію покарати втікачів він відповів: «Вони самі себе покарали». Так поселення і продовжило своє існування, а з непрохідними болотами попрощалось тільки в XX ст. при поступовій меліорації земель.[джерело?]. В Олександра Цинкаловського знаходимо такі відомості: ГЛУХИ, село, колись належало до Володимирського, тепер до Ковельського повіту, над р. Вижвою, 122 км. від Володимира. В 1887 р. було там 208 дом. і 1,152 жит., церква, школа. Село належало колись до Ратенського староства. Згідно з люстрацією 1565 р. з 20 дворищ платили: 7 флор, і 1 гріш оренди, сторожового по 6 грошів, за сир і масло по 3 гроші, за курку по 9 грошів, віск, мед, воловщину, сіно разом 26 флор і 9 гр. В 1628 р. 39 флор, і 25 гр.
В книзі Денисюка В.Т. та Денисюка І.О. "Ратнііська земля" , в розділі "Реєстр прибутків і данин з усіх дібров та з обох Ратенських волостей, зібраних паном Якобом Секлюцьким,їхнім старостою" в 1500 році згадується село Глухи. Цей факт підтверджено архівною довідкою Державного архіву Волинської області від 29.05.2012р #299/01.08. На підставі цих даних 21.08.2012 року було прийнято рішення Глухівської сільської ради , про те,що 1500 рік, а не 1543 рік, вважати першою писемною згадкою про село Глухи. Тому в цьому році нам виповнюється 520 років.
Отже, у 16 столітті Глухи належали до Ратенського староства, потім до Крименської волості, за часів Другої речі Посполитої - до складу Кримнівської гміни. Станом на жовтень 1921 року в самому селі налічувалось 209 дворів, проживало 1150 жителів (541 чоловіків і 609 жінок), з них 1088 українців, 60 поляків, 2 євреї. За віросповіданням 2 римокатолики, 1146 православних, 2 юдеї.
У 1940 році, було утворено Глухівську сільську раду Заболоттівського району в складі села Глухи (351 двір, 1642 жителі.
21 січня 1959 року Указом Президії Верховної Ради УРСР 55/2 були ліквідовані Головнянський і Заболоттівський райони. Глухівська і Теклянська сільські ради відійшли до Старовижівського району. 22 січня 1959 року рішенням облвиконкому № 50 були об’єднані Теклянська і Глухівська сільські ради в Глухівську сільську раду з центром в селі Глухи Старовижівського району.
Згідно з Указом Президії Верховної Ради УРСР № 10/19 від 30 грудня 1962 року „Про укрупнення сільських районів Волинської області” Старовижівський район був ліквідований, а його населені пункти віднесені до різних районів, зокрема села Глухівської сільської ради передані до Камінь-Каширського району. Згодом надмірне укрупнення районів було визнане недоцільним і Президія Верховної Ради УРСР Указом від 04 січня 1965 року утворила ще 5 районів, в тому числі Ратнівський, після чого Глухівська сільська рада Камінь-Каширського району переведена в Ратнівський район, Указом Президії Верховної Ради УРСР від 08.12.1966 року було створено ще 3 райони, зокрема, Іваничівський, Луцький та Старовижівський. До Старовижівського району віднесено 17 сільських та 1 селищна ради, які об’єднували 47 населених пунктів, в тому числі і Глухівська сільська рада.
За переписом населення України 2001 року в селі Глухи мешкало 956 осіб.
З 29 жовтня 2017 року село Глухи входить до складу Дубечненської об’єднаної територіальної громади.

## Герб та прапор
У зеленому полі Святий Миколай із золотим німбом, у золотих одязі і єпископській митрі, з срібними рукавами, що тримає в правій руці золотий посох, у лівій — срібну книгу з золотим тисненням на обкладинці. Щит вписаний в золотий декоративний картуш і увінчаний золотою сільською короною.

## Історія
До 21 липня 2017 року — адміністративний центр Глухівської сільської ради Старовижівського району Волинської області.Перші відомості про село датуються 1543 роком. В грамоті Сигізмунда І згадується про обмін помістями між князем Сангушко і королевою Боною. Відповідно обміну вона отримала все Ковельське помістя, до якого входила Вижівська область. Серед переліку населених пунктів згадане і наше село.
В книзі Денисюка В.Т. та Денисюка І.О. "Ратнііська земля" , в розділі "Реєстр прибутків і данин з усіх дібров та з обох Ратенських волостей, зібраних паном Якобом Секлюцьким,їхнім старостою" в 1500 році згадується село Глухи. Цей факт підтверджено архівною довідкою Державного архіву Волинської області від 29.05.2012р #299/01.08. На підставі цих даних 21.08.2012 року було прийнято рішення Глухівської сільської ради , про те,що 1500 рік, а не 1543 рік, вважати першою писемною згадкою про село Глухи. Тому в цьому році нам виповнюється 520 років.
Згодом (до 1583 року) ці землі належали поміщику Курбському, а потім поміщику Браніцкому. Про те звідки пішла назва села розповідає легенда. На території села був дрімучий ліс, який чередувався з болотами навколо річок Вижівки та Прип’ять. В цих місцях дуже рідко бували люди бо важко було сюди дістатися. В легенді говориться, що від пана втікає молодий кріпак. В той час діяло право за яким пан міг розшукати і покарати біглого кріпака. Через це втікач вирішив поселитися саме на цій території. Він оселився на лівому березі річки Вижівки, побудував собі дім, вирубав понад річкою стежку. Ця частина старого русла річки Вижівки і зараз в народі називається Просіка. Коли пан дізнався, де поселився його кріпак, він розсміявся і сказав:” Він сам собі кару знайшов, поселившись в глуші”. Саме від слова „глуш” і походить назва села. Згодом на цьому місці утворився хутір Глухи, який пізніше розростається у село. В кінці XVI ст. Волинь попадає під владу феодальної Литви, а після Люблінської унії 1569 року – шляхетської Польщі. Відомою подією з історії нашого села є битва в урочищі Чорний брід, що знаходиться між селами Глухи і Рокита, яка відбулася в 1707 році. Це була битва між російськими і шведськими військами в ході Північної війни. За переказами бій був дуже жорстокий, що «аж вода була чорна від крові». Звідси і назва броду – Чорний. Дану битву шведи повністю програли. Під час швидкого відступу вони мусили кинути весь свій обоз. Існує легенда про поспіхом закопаний шведами під час відступу скарб, який і донині не вдалося знайти. Церковні документи розповідають про будівництво церкви св. Миколая за рахунок прихожан у 1873р. згідно з церковними статистичними даними кінця XІХ століття в Глухах разом з приписним селом Теклею налічувалось трохи менше 2000 чоловік населення. Через територію села проходила вузькоколійна залізна дорога на Камінь - Каширський. Внаслідок столипінської аграрної реформи 1907-1916 рр. і польської так званої комісації 1925-1936 рр. селян села Глухи було переселено на хутори Чопівник, Заченське, Кам‘янець, Синє та інші. В цей час в селі була суцільна неписьменність, масові захворювання на туберкульоз, висипний тиф та інші хвороби. За свідченнями старожилів людям важко жилося «за Польщі». Серед селян прослідковувалось значне майнове розшарування. Поряд з зовсім бідними сім’ями члени яких мусили працювати в наймах, були і досить заможні — мали великі ділянки землі, багато худобу, навіть свої млини і магазини. Багато хто їхав в пошуках кращої долі за океан. Село покинуло багато людей, які мігрували переважно до країн Північної та Латинської Америки. Становище селян дещо покращила так звана «комісація» в результаті якої люди отримали більше землі, але її все одно не вистачало. В цей час в селі діяла школа. Вона мала чотири класи. Викладали письмо, арифметику, слово Боже, польську мову. Вже у передвоєнний час в селі з’являються симпатики ОУН, які розпочинають антипольську націоналістичну пропаганду.
Радянська влада прийшла в село у 1939 році в ході втілення в життя таємного протоколу до Пакту Молотова – Ріббентропа. 19 вересня 1939 року в село вступили воїни Червоної армії. Почалася радянізація села. Було реорганізовано навчання в школі на радянський лад. Перестали викладати слово Боже. Почалося будівництво приміщення школи, оскільки раніше навчання велося по великих хатах. Почалася колективізація в ході якої у 1940 році було створено колгосп «Паризька комуна». Головою колгоспу був Лютяниця Михайло. Сільською радою керував Димарчук Андрій Іванович. Колективізація велася командно-адміністративними методами. До колгоспу забирали не тільки землю, а й наявний у людей сільськогосподарський інвентар, худобу і навіть господарські споруди (клуні, тощо). Спротив колективізації карався штрафами, арештами, виселеннями. Завершити колективізацію не дала війна.
Після нападу нацистської Німеччини на Радянський Союз через село стала проходити лінія фронту. Жителів було евакуйовано в найближчі села. 30 червня 1941 року німецькі війська окупували село Глухи. За час окупаційного режиму селу було нанесено збитків на суму 16 млн. 679 тис. карбованців. На території сучасного кладовища знаходилися німецькі бліндажі в яких після війни будуть жити люди поки не побудують собі будинків. 154 жителі було відправлено на примусові роботи до Німеччини де вони працювали на військових заводах та у господарів. На території села був організований партизанський загін, командиром якого був Павельчук Яків. Цей загін згодом було приєднано до з‘єднання Боженка. Партизанами були Дарчук Петро, Лук‘янчук Дмитро, Лютяниця Михайло та інші. Під час «рейкової війни» місцеві партизани приклали свою руку до зриву німецьких поставок до лінії фронту. Діяло в селі і ОУНівське підпілля, що боролося проти німецької та радянської окупації. Спочатку це були так звані «зелені», а згодом — бандерівці (в народі «бульбаші»). Їхня діяльність розпочалась ще у довоєнні роки і тривала протягом всієї війни та повоєнного десятиліття. В селі було немало тих хто підтримували націоналістичну ідеологію, але говорити про це вголос вони не наважувались, боячись репресій. Учасниками УПА були Оксенчук Адам, Гурський Іван, Гурський Аркадій, Дейнека Андрій, Курилюк Григорій, Оксенчук Михайло, Дубук Іван.
- Авдіюк Петро Омелянович, пс. Ворон, уродж. с. Глухи Старовижівського р-ну Волинської обл. Ком. КБ СБ Седлищанського РП ОУН. Діяв на межі Старовижівського та Ратнівського р-нів Волинської обл. Арешт. 6.07.1945 р. ОВГ Седлищанського РВ НКДБ;
- Оксенчук Адам (Архип) Макарович (Микитович), пс. Ворон, Савчик, Чорний, 1918 р. н., уродж. с. Глухи Старовижівського р-ну Волинської обл. З літа 1941 р. в УДП, з 1943 р. ком. КБСБ, згодом реф. СБ Заболоттівського РП ОУН. Згорів у будинку 1945 р., оточений ОВГ НКВС. За іншими версіями – загинув 7.02.1946 р. в лісовому х. Ставище Старовижівського р-ну; 23.03.1947 р. в бою з ОВГ РВ МДБ у с. Глухи Старовижівського р-ну Волинської обл.;
За звинуваченнями у співпраці з бандерівцями Веремчук І., Димарчук К., Оксенчук К., Ткачук О., Литвинець П., Оксенчук Архип Макарович, 1918 р. н. та інші відбували довгі терміни ув’язнення в таборах на сході СРСР. Майже ніхто з них не повернувся в рідне село після закінчення строку. Реабілітовані в селі були лише Дубук Є. та Авдіюк М. Оксенчук Адам (кличка Чорний) був спалений живцем в будинку в якому переховувався під час чекістської облави. Про місце його перебування було повідомлено у відповідні органи. Вдосвіта хату оточили чекісти і, після відмови здатися, підпалили.
Населення села неоднозначно сприймало як представників радянського так і ОУНівського підпілля. Частина співчували та підтримували одних, дехто – інших, більшість – займали нейтральну позицію, боячись розправи. Між обома гілками підпілля були вкрай напружені відносини. З обох сторін практикувались донесення представникам влади, фізичне знищення, кругова порука, грабежі населення. Під час  боїв 1944 року 83% всіх житлових будівель було спалено. Лише кілька хат залишилося на віддалених хуторах. Під час боїв була спалена і церква. 12липня 1944 року село бої завершилася . За участь у Другій Світовій війні 70 чоловік представлені до нагород. Смертю хоробрих загинуло 30 чоловік. Як пам’ять про ті роки в селі залишилася могила в урочищі Чопівник двох російських солдатів Дюжинова та Денисова, які ціною своїх життів врятували мирних людей від попадання на мінні поля, якими було оточене село. Ходячи по лісі можна і зараз побачити сліди від шанців та окопів під артилерію. Ще до недавнього часу часто можна було знайти боєприпаси часів Другої Світової війни в урочищі Підримацька гірка. В самому центрі села височить меморіал бойової слави в вигляді солдата та стели з іменами загиблих в боях.
Після закінчення війни радянська влада продовжила втілювати свою політику в життя. Правда тепер глухівський колгосп вже називався «Зоря» ( з 16 листопада 1948р.). Під час радянізації була остаточно ліквідована хутірська система розселення, яка практикувалась починаючи з Столипінської аграрної реформи та «пацифікації». В селі постали нові вулиці, які пізніше отримали назву «Нове село». В ході радянізації та колективізації села частина населення була піддана репресіям і відправлена в заслання до східних районів Радянського Союзу. Вивозили цілими сім’ями. Під такі міри покарання підпадали ті хто співпрацював з «бульбашами» (сім’я Литвинця Павла та інші), сім’ї так званих «куркулів», і тих хто противився колективізації (сім’я Ткачука Олефіра). У 1947 році на території сіл Глухи та Текля було засновано сільську раду. Першим головою якої був Бащук Іван Лазарович. За час існування сільської ради в ній змінилось 18 голів. У цьому ж році було прийнято рішення про відбудову шкали для потреб населення. До 1950р. приміщення школи було повністю здане в експлуатацію, хоча діти в новій школі почали вчитись ще раніше. В часи хрущовських реформ багато молодих людей вирушило в пошуках кращого життя на освоєння цілини. Частина з них оселилась в середньоазійських радянських республіках. Значна ж частина молоді долучається до процесу урбанізації і переїжджає в міста. Колгосп „Зоря” в 1958 році перейменовано в „Волинь”. В 1959 році на території села було розпочато меліорацію. В село була направлена важка техніка, яка копала по болотах канали, далі клали дренаж. В результаті меліорації було залучено до використання в сільському господарстві великі площі родючих земель. Було повністю змінено русло річки Вижівка. Але осушення завдало великої шкоди природі, зокрема озеру Черському , яке дуже обміліло. Славну сторінку в історію села вписали його жителі, які нагороджені орденами і медалями за трудові досягнення і воїни-інтернаціоналісти, які проходили службу в Республіці Афганістан. Трудовими орденами та медалями за вклад у розвиток колгоспу були нагороджені Литвинець Г., Кошелюк В., Томашук Г., Бащук Є., Харківець М. Під час служби в Афганістані бойові нагороди отримали: Клібанець І., Авдіюк В., Стружук М., Максимчук І., Бащук В. Глухівський колгосп «Волинь» довгий час тримався серед лідерів сільгоспвиробників Старовижівщини. Періодом процвітання нашого колгоспу було головування Кошелюка В.К., який організував розбудову ферми та сприяв розвитку села в цілому.
У 1978 р. у селі було побудовано новий будинок культури, а на початку 80-х розпочалося будівництво нового дитячого садка. В другій половині 80-х років у сільському господарстві розпочинається системна криза. Вона відобразилася і на становищі колгоспу. Тодішній голова Бащук М.М. всіма силами старався не допустити розвалу сільськогосподарського виробництва. Незважаючи а складні економічні умови йому це вдалося.
Глухи сучасні: реалії і перспективи розвитку Зараз Глухи – це досить велике село, яке є центром сільської ради. До Глухівської сільської ради відноситься і сусіднє село Текля. На території сільської ради проживає 1580 чоловік, а у Глухах 903. Сільська рада налічує 584 двори, в селі Глухи відповідно 340. В Глухах працює загальноосвітня школа (здана в експлуатацію в 2001 році) та дитсадок. Є фельдшерськоакушерський пункт, бібліотека, поштове відділення, діє сільський будинок культури. Щодо економіки – то її розвиток не дуже радує. Колективне господарство «Волинь» спеціалізується на вирощуванні нових сортів картоплі. Інших промислових підприємств на території села немає. Є ще кілька приватних підприємців, які працюють в сфері продажу продовольчих товарів. Серед основних проблем нашого села варто виділити проблему нестачі робочих місць. Це штовхає жителів села до поїздок на заробітки до інших регіонів України чи за її межі. Особливо гостро стоїть проблема зайнятості молоді. Наше село є багатим джерелом рекреаційних ресурсів. Чого варті лише два озера на території села. Тут є хороша база для розвитку зеленого туризму, та надання інших послуг пов’язаних з відпочинком. Є можливості і для розвитку фермерського господарства. Глухи – це чудове село де пооживають привітні, гостинні люди. І, незважаючи на тенденцію останніх десятиліть на скорочення населення, воно продовжує приваблювати до себе туристів. Школа постійно поповнюється молодими педагогами, значна частина з яких залишаються в селі. Останні чинники дають змогу сподіватися на те, що наше село має майбутнє і його історію писатиме ще не одне покоління глухівчан, які зроблять і свій вклад у розбудову незалежної України.
Заповідне урочище „Озеро Ченське”
С. Глухи, площа 52 га, КСП „Волинь”, утворене рішенням облвиконкому №401 від 23.11.79.
Озеро карстового походження, багате на рибу та раки, місце розмноження водоплавних та навколо водневих птахів, місце прольоту гагар чорноволих і гусей.
Максимальна глибина: 10.0 м
Умови рибалки: Безкоштовно
Коли можна рибалити: Лише вдень
Умови для відпочинку: З одного боку водойму гарний ліс, з іншого село Глухи. Якихось спеціальних водойм для відпочинку немає.
Все нижче записано зі слів двох хлопців села Глухи і їхньої мами: З 2015 року тут створене рибальське об’єднання, проведено зариблення. І тепер за озером слідкують місцеві жителі, щоб ніхто не ставив сіток і не робив інших дурниць.
У водоймі є природні аборигенні риби, як то щука та карась. Останнього потрібно ловити з човна в очереті, будуть попадатись особини на долоню. А от раніше в сітку залазили гіганти по 2 кілограми.
В 2014 році тут було спіймано рекордного товстолоба коропа (жінка каже, що кілограм на 50, я їй щось не вірю).
З берегу буде клювати плотва й червонопірка.

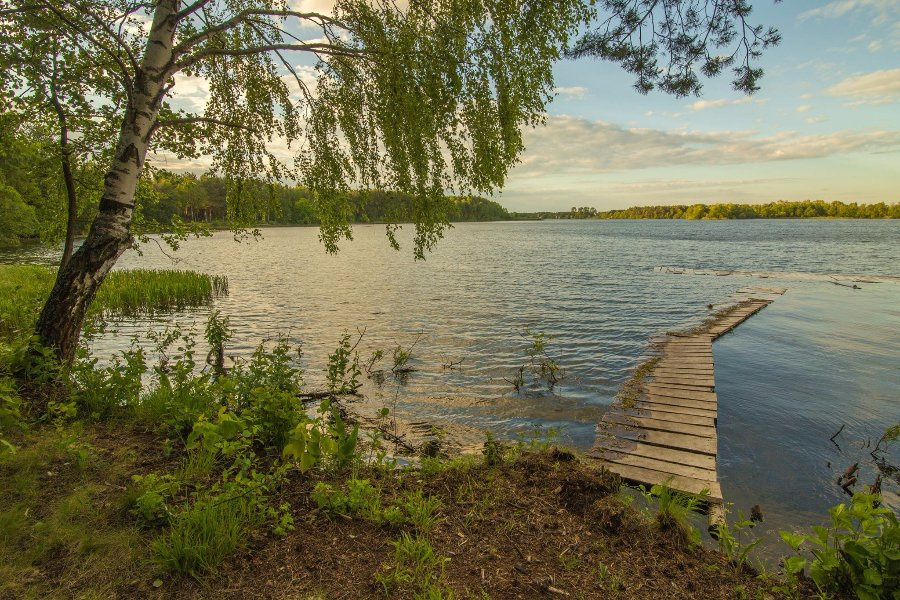

Можна тут спіймати і ляща на кілограм, зрідка більшого.
- Богдан Сергій («Биков») — керівник Любомльського надрайонного проводу ОУН. Загинув поблизу села.

## Населення
Згідно з переписом УРСР 1989 року чисельність наявного населення села становила 999 осіб, з яких 485 чоловіків та 514 жінок.
За переписом населення України 2001 року в селі мешкало 956 осіб.

### Мова
Розподіл населення за рідною мовою за даними перепису 2001 року:
| Мова       | Відсоток |
| ---------- | -------- |
| українська | 109,59 % |